# Музей копий классической скульптуры

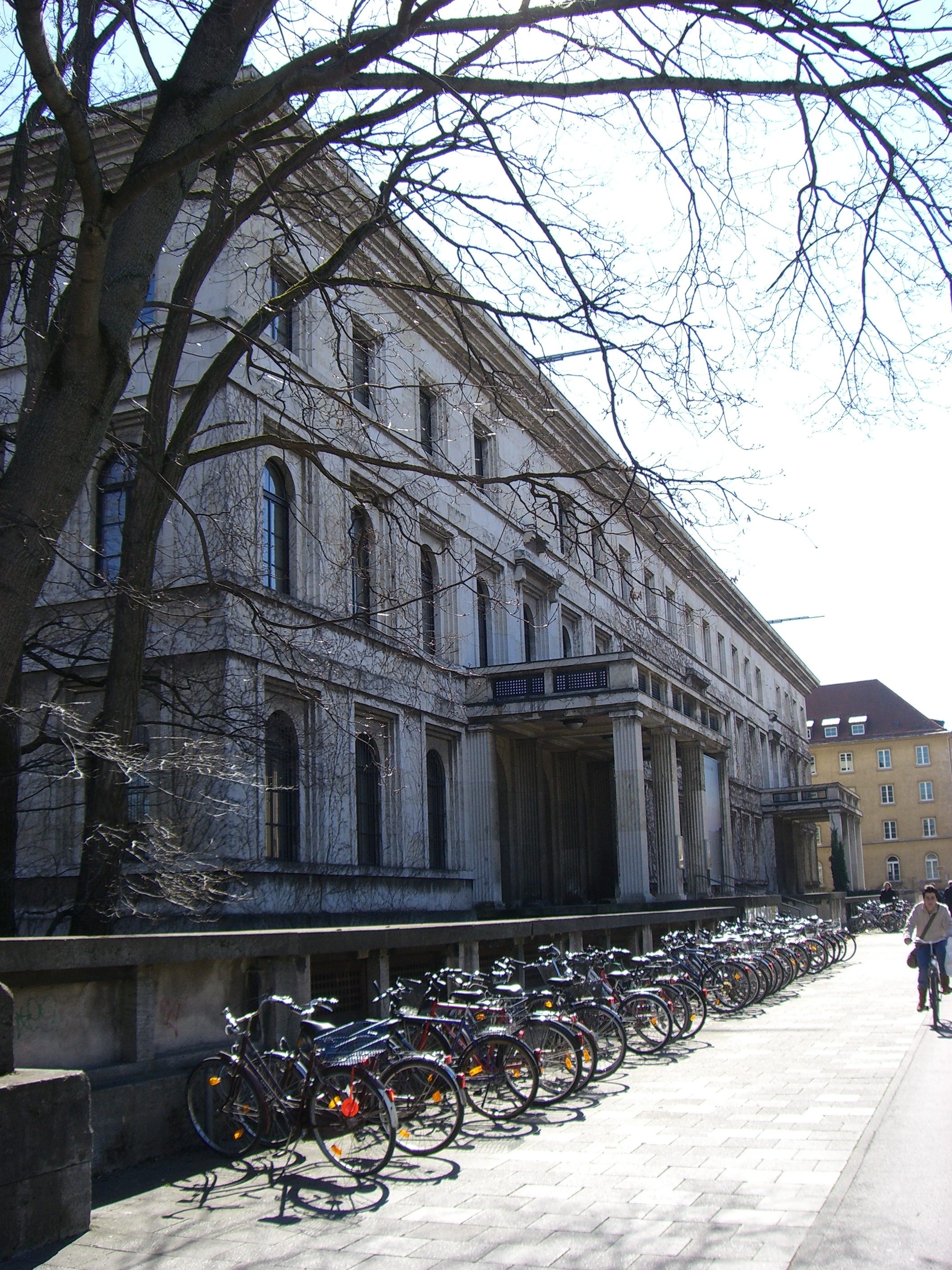
Здание музея

Музей копий классической скульптуры (нем. Museum für Abgüsse Klassischer Bildwerke — Музей слепков классической скульптуры) — собрание гипсовых слепков (отливок) античной скульптуры в Мюнхене. Музеи слепков создавали в XIX веке во многих городах Европы. Мюнхенский музей был основан в 1869 году одновременно с кафедрой классической археологии при Университете имени Людвига-Максимилиана. С 1894 года директором музея был выдающийся немецкий археолог и историк античного искусства Адольф Фуртвенглер. Восстановлением музея после Второй мировой войны занимались Эрнст Бушор (директор музея с 1929 года), Пауль Хоманн-Ведекинг (1959—1973) и Пауль Цанкер (1976—2002).
Музей располагает и другим важным инструментом археологических исследований — фототекой, фонды которой составляют более ста тысяч фотографий.
С 1976 г. музей находится в бывшем Административном здании НСДАП, а ныне Доме институтов культуры Мюнхена и с 1991 г. открыт для посещения публикой. Музей собрал более 1800 копий и является четвёртым по размеру немецким музеем копий. С июня 2005 г. в музее демонстрируется цветная модель афинского Парфенона, предоставленного Музеем Метрополитен и считающегося одной из самых ценных архитектурных моделей.
Музей находится на улице Майзерштрассе (Meiserstraße), 10 в непосредственной близости от площади Кёнигсплац с её двумя другими известнейшими мюнхенскими музеями античности — Глиптотекой и Государственным античным собранием и вместе с ними также входит в так называемый Ареал искусства в Мюнхене.